# Joachim Rieß
Joachim Rieß (1937, Chemnitz) es un artista gráfico alemán, autor de monedas y sellos postales.

## Carrera
Luego de su apendizaje en el departamento de publicidad de Fewa-Werke Chemnitz Rieß trabajó hasta 1965 en una empresa de publicidad en Chemnitz. Comenzando desde 1961 Rieß era artista comercial y miembro de la federación de artistas (alemán: Verband Bildender Künstler der DDR). En 1965 obtiene un puesto como freelance en el área de pequeños diagramas e ilustraciones, como diseñador de estampillas. Entre 1965 y 1992 Rieß participa en el equipo Manfred Gottschall y Hans Detlefsen. En este período recibió varias veces el premio Goldene Briefmarke (“Sello Postal Dorado”). En el período de 1978 a 1988 dispuso varios bocetos gráficos para monedas especiales con el escultor Volker Beier.
Desde 1996 trabaja con su esposa Renate Rieß en gráfico postal, ilustraciones para museos, economía y comercio. Además pinta y realiza trabajos comerciales.

## Premios
Elección de los más bellos sellos por el comercio, así como galardonada con el Premio Robert Stoltz en 1992 como la más bella estampilla de música en el mundo conmemorativo 200° día de la muerte de W.A. Mozart.

## Trabajos

### Monedas
- 1980: Ernst Abbe, 20M
- 1981: Karl Freiherr vom Stein, 20M
- 1982: Nuevo Gewandhaus de Leipzig, 10M
- 1985: Semperoper, 10M
- 1985: Universidad Humboldt de Berlín, 10M
- 1986: Charité de Berlín, 10M
- 1987: Nikolaiviertel (barrio de Nicolás) de Berlín, 5M
- 1988: Ernst Barlach, 5M

### Estampillas
Deutsche Post de la RDA
- 1965: Semipostal por la visita de los cosmonautas soviéticos a la RDA
- 1966: Semipostal “900 años de Wartburg”
- 1967: Semipostal “Campeonato Mundial en la Biatlón en 1967 en Altenberg (Montes Metalíferos)”
- 1967: Semipostal “10° Exposición de los Maestros del Mañana en 1967 en Leipzig”
- 1968: Semipostal “75 años de Observatorio Astronómico de Potsdam”
- 1968: Semipostal “Día de la Meteorología en 1968” (junto a M. Gottschall)
- 1968: Semipostal “2ª Campeonato Europeo Junior de Atletismo en Leipzig”
- 1968: Semipostal “Campeonato Europeo de Mujeres en remo en Berlín”
- 1968: Semipostal “Campeonato Mundial en Pesca Deportiva en Güstrow”
- 1969: Semipostal “2ª Congreso de la Mujeres de la RDA”
- 1969: Semipostal “Reunión Mundial de la Paz en Berlín Este”
- 1971: Semipostal “Invencible Viet Nam”
- 1979: Hoja bloque “Albert Einstein”
- 1980: “Exposición de Sellos de la Juventud en Suhl”
- 1981: “Año Internacional de los Heridos en 1981”
- 1990: “125 años de la Unión Internacional de Telecomunicaciones”
- 1990: Semipostal 70° cumpleaños del Papa Juan Pablo II

Deutsche Bundespost
- 1991: Hoja bloque “200 años del día de la muerte de W.A. Mozart”
- 1991: Serie “Aves Marinas Protegidas”
- 1992: Semipostal “Familie schafft Zukunft” (“La familia que forja el futuro”) (selección de la “Estampilla Más Bella” (alemán: "Schönste Briefmarke") por periódicos especializados)
- 1993: Series “Für den Sport” (“Para el Deporte”)
- 1993: Semipostal “Juan Nepomuceno” (emisión conjunta con la República Checa y Eslovaquia)
- 1993: Semipostal “Piotr Chaikovski”
- 1994: Hoja bloque “150 años del nacimiento de Carl Hagenbeck y 150 años del Jardín Zoológico de Berlín”

Deutsche Post AG
- 1995: Serie “Für die Jugend” (“Para la Juventud”)
- 1996: Serie “Für die Jugend” (“Para la Juventud”)
- 1997: Hoja bloque “50 años de la Asociación Protectora del Bosque Alemán” (alemán: "Schutzgemeinschaft Deutscher Wald")
- 1997: Hoja bloque “Día Mundial del Sello”
- 1998: Series “Für die Wohlfahrtspflege” (“Para la Atención de Caridad”; selección de la “Estampilla Más Bella” (alemán: "Schönste Briefmarke") por periódicos especializados)
- 1999: Semipostal “EXPO 2000 en Hanóver”
- 2000: Hoja bloque “Parque nacional Hainich” (selección de la “Estampilla Más Bella” (alemán: "Schönste Briefmarke") por periódicos especializados)
- 2003: Serie “Patrimonio de la Humanidad de la UNESCO: Catedral de Colonia”.
- 2003: Serie “Monumentos naturales en Alemania: Bosque petrificado de Chemnitz”
- 2006: “850 años de la Iglesia de San Miguel en Schwäbisch Hall”
- 2006: Serie “Cuadros de Alemania: Selva Negra”
- 2009: Semipostal “500 años del Cámara Municipal de Frankenberg Eder”

## Exhibiciones
- 1996: Oficina de Correos Principal de Chemnitz
- 1997: Castillo de Augustusburg
- 1998: Schlossteichhallen de Chemnitz
- 1999: Wasserschloss de Klaffenbach
- 2001: Cámara Municipal de Düsseldorf